# 水釈天
水釈天（すいしゃくてん）は日本の寺社や民間信仰などに見られた神。水をつかさどるとされる。
帝釈天の使いだとも語られる。十二天のうちの水天に該当する存在のことだともみられるが、水との関連から、弁財天や宇賀神、蛇王権現などのようにヘビが結びつけられることもある。このような信仰の結びつけは、中世から近世にかけて広く見られ、治水のほかにも水を重要視する主要作物（米）の守り神としても各地で祀られて来たが、解明されていない側面も多い。
三重県南伊勢町（現・南伊勢町）の神社には、境内社に水釈神・水釈神社など、「水釈」の名を持つ神社がいくつか見られた。
八幡神社（兵庫県西脇市下戸田）の寺宝の古記録には「水釈天像　一軸」と十二天の画像のうちの一点とみられる記録が確認できる。

## 水釈様
水釈天の名称を神号として用いている例に、宮崎県西臼杵郡高千穂町馬生木に伝わる水釈様（すいしゃくさま）と呼ばれる明治時代に建てられた石の祠がある。　集落の境にあった草原に暮らしていた夫婦の大きなヘビだったが、子供を宿して身重だった雌が、村人の野焼きによって焼け死んでしまってからは、雄が生霊となって人々を悩ませたので、水釈様として祀り、霊を鎮めたとされる。たたりの原因となった野焼きがソバを作付けするためのものだったので、鎮められるまではソバの不作が村ではつづいたという。
野焼きの延期を人間に願い入れるが断られ大蛇が親子共に燃やされてしまい、その霊によるたたりで作物が実らなくなったという話は、宮崎県内では各地にみられ、北郷町黒荷田（現・日南市）の蛇権現や日之影町の逆巻大明神の由来などにも語られている。いずれのヘビも、祀られてることによって鎮められている。